# استفان کورنر
استفان کورنر (یا به آلمانی اشتفان کورنر: Stephan Körner) از فیلسوفان معاصر (۲۰۰۰–۱۹۱۳ میلادی) در یک خانواده یهودی در چک اسلواکی به دنیا آمد. او از معروف‌ترین کانت پژوهان جهان است. برخی از آثار او به فارسی ترجمه شده‌اند و به همین دلیل برای فارسی زبانان شخصیتی آشنااست. او همچنین در فلسفه علم و ریاضی نیز دارای تالیفاتی است.

## آثار ترجمه شده به فارسی
اشتفان کورنر، فلسفهٔ کانت، ترجمه عزت‌الله فولادوند، چاپ اول ۱۳۶۷، برندهٔ جایزهٔ کتاب سال ۱۳۶۹ جمهوری اسلامی ایران در فلسفه.